# Timo Fest
Timo Fest (* 16. März 1980 in Hannover) ist ein deutscher Rechtswissenschaftler.

## Leben
Nach dem Abitur 1999 an der Albert-Einstein-Schule in Laatzen und Zivildienst (1999–2000) beim Deutschen Roten Kreuz, Kreisverband Hannover Stadt, studierte er von 2000 bis 2002  Rechtswissenschaften an der Universität Hannover und von 2002 bis 2005 an der Universität München (September 2004 / Januar 2005 erste juristische Staatsprüfung in München). 
Nach der Promotion (2005–2006) an der Ludwig-Maximilians-Universität München bei Stephan Lorenz war er 2006 bis 2008 Rechtsreferendar im Bezirk des OLG München. 
Nach der zweiten juristischen Staatsprüfung im Juni / Oktober 2008 in München war er von 2008 bis 2016 wissenschaftlicher Mitarbeiter (Akademischer Rat a. Z.) am Lehrstuhl für Bürgerliches Recht und Medienrecht der Ludwig-Maximilians-Universität München (Johannes Hager). Von 2009 bis 2010 absolvierte er das Master of Laws-Studium an der University of Pennsylvania Law School (Philadelphia, USA) mit Kursen an der Wharton Business School. 2013 forschte er an der Chūō-Universität bei Makoto Arai (rechtsvergleichende Forschung in den Bereichen Handels-, Gesellschafts- und Kapitalmarktrecht). 2013 forschte er an der New York University, School of Law bei Marcel Kahan (rechtsvergleichende Forschung in den Bereichen Handels-, Gesellschafts- und Kapitalmarktrecht). 
Von 2014 bis 2016 vertrat er den Lehrstuhl für Bürgerliches Recht, Handels- und Wirtschaftsrecht, Bankrecht (Peter O. Mülbert) an der Universität Mainz. Nach Abschluss des Habilitationsverfahrens 2015 mit der Habilitationsschrift: „Anleihebedingungen – Rechtssicherheit trotz Inhaltskontrolle“ (erteilte Lehrbefähigungen: Bürgerliches Recht, Handels- und Gesellschaftsrecht, Bank- und Kapitalmarktrecht, Zivilverfahrensrecht, Rechtsvergleichung, Steuerrecht) vertrat er 2016 den Lehrstuhl für Bürgerliches Recht, deutsches, europäisches und internationales Wirtschaftsrecht, Law and Finance, Rechtsvergleichung (Brigitte Haar) an der Goethe-Universität. Von 2016 bis 2017 vertrat er den Lehrstuhl für Bürgerliches Recht und Unternehmensrecht (Mathias Habersack) an der Ludwig-Maximilians-Universität München. 2017 vertrat er den Lehrstuhl für Bürgerliches Recht und Unternehmensrecht (ehemals Lars Klöhn) an der Ludwig-Maximilians-Universität München. Seit 2018 ist er Universitätsprofessor für Bürgerliches Recht, deutsches und europäisches Gesellschafts- und Wirtschaftsrecht (W3) an der Christian-Albrechts-Universität zu Kiel. 2024 nahm er einen Ruf auf einen Lehrstuhl für Bürgerliches Recht, Handels-, Gesellschafts- und Wirtschaftsrecht an der Friedrich-Alexander-Universität Erlangen-Nürnberg an.

## Schriften (Auswahl)
- Der Einfluss der rücktrittsrechtlichen Wertungen auf die bereicherungsrechtliche Rückabwicklung nichtiger Verträge. München 2006, ISBN 3-406-55215-3. (Dissertation)
- Anleihebedingungen – Rechtssicherheit trotz Inhaltskontrolle (= Jus Privatum. Band 205). Mohr Siebeck, Tübingen 2022. (Habilitationsschrift)
- mit Emanuel Dillberger: Klausurenkurs Einkommensteuer und Abgabenordnung. München 2017, ISBN 3-406-68086-0.
- mit Emanuel Dillberger: Einkommensteuer und Abgabenordnung. München 2019, ISBN 3-406-73130-9.